# Pro Tools (album)
Pro Tools – szósty album studyjny amerykańskiego rapera GZA członka Wu-Tang Clan wydany 19 sierpnia 2008 roku nakładem wytwórni Babygrande Records. Sesja nagraniowa miała miejsce w 2008 roku w Nowym Jorku, a płyta została wyprodukowana m.in. przez RZA, Bronze Nazaretha, Mathematicsa oraz protegowanego GZA, Arabian Knighta.
Wydawnictwo zadebiutowało na 52. miejscu notowania Billboard 200 oraz 13. miejscu listy Top R&B/Hip-Hop Albums, sprzedając się w pierwszym tygodniu w ilości 9 000 kopii.
Utwór "Paper Plate" wyprodukowany przez True Mastera jest dissem na innego rapera o pseudonimie 50 Cent.

## Lista utworów
| #  | Tytuł                                                                     | Producent            | Sample / Uwagi                                                                                          | Czas |
| -- | ------------------------------------------------------------------------- | -------------------- | --- | ---- |
| 1  | "Intromental"                                                             | Dreddy Kruger        | - Soul Dog – "Can’t Stop Loving You"                                                                    | 0:52 |
| 2  | "Pencil" (gośc. Masta Killa, RZA)                                         | Mathematics          | - Velma Perkins – "I'll Always Love You" - Big Daddy Kane – "Raw" - Ol’ Dirty Bastard – "Dirty Dancin’" | 3:58 |
| 3  | "Alphabets"                                                               | True Master          | - Bobby Bland - "Ask Me 'Bout Nothing (But the Blues)"                                                  | 2:42 |
| 4  | "Groundbreaking" (gośc. Kareem Justice)                                   | Bronze Nazareth      | - Dee Dee Warwick - "It's Not Fair" - Raekwon - "Wu-Gambinos"                                           | 2:32 |
| 5  | "7 Pounds"                                                                | Black Milk           | - Sophy - "Cuando Salgo Al Escenario" - Intro do utworu wyprodukował Preservation                       | 2:41 |
| 6  | "0% Finance"                                                              | Jose "Choco" Reynoso | | 4:20 |
| 7  | "Short Race" (gośc. Roc Marciano)                                         | Arabian Knight       | | 4:05 |
| 8  | "Interlude"                                                               |                      | | 0:26 |
| 9  | "Paper Plate"                                                             | True Master          | - Delores Hall - "Your Arms Too Short to Box With God"                                                  | 2:48 |
| 10 | "Columbian Ties" (gośc. True Master)                                      | Bronze Nazareth      | - Barry White – "Love Serenade"                                                                         | 2:47 |
| 11 | "Firehouse" (gośc. Ka)                                                    | Roc Marciano         | - Debbie Taylor – "Let's Prove Them Wrong"                                                              | 3:44 |
| 12 | "Path Of Destruction"                                                     | Jay Waxx Garfield    | - Danny Daniel – "Amor Vendido"                                                                         | 2:36 |
| 13 | "Cinema" (gośc. Justice Kareem)                                           | Arabian Knight       | | 2:59 |
| 14 | "Intermission (Drive In Movie)"                                           |                      | - Modest Musorgski – "Obrazki z wystawy"                                                                | 0:24 |
| 15 | "Life Is A Movie" (gośc. Irfane Khan-Acito, RZA)                          | RZA                  | - Gary Numan – "Films"                                                                                  | 3:10 |
| 16 | "Elastic Audio (Bonus Live Performance)" (gośc. Dreddy Kruger, Fyre Dept) | Dreddy Kruger        | - Nagranie z koncertu                                                                                   | 4:01 |

## Notowania
| Rok  | Album     | Notowanie | Notowanie | Notowanie | Notowanie |
| Rok  | Album     | USA 200   | USA R&B   | USA Ind.  | USA Rap   |
| ---- | --------- | --------- | --------- | --------- | --------- |
| 2008 | Pro Tools | 52        | 13        | 2         | 9         |